# Simpang Pelabuhan Dalam
Simpang Pelabuhan Dalam is een bestuurslaag in het regentschap Ogan Ilir van de provincie Zuid-Sumatra, Indonesië. Simpang Pelabuhan Dalam telt 1753 inwoners (volkstelling 2010).